# Антон фон Рехберг
Антон фон Рехберг, роден Антониус де Падуа Петер Йохан Непомук Феликс Йохан Баптист Панкрац Бернхард Юдас Тадеус фон Рехберг и Ротенльовен (на немски: Anton/Antonius von Padua Johann Nepomuk Felix Johann Baptist Pankraz Bernhard Judas Thaddäus von Rechberg und Rothenlöwen), от благородническия швабски род Рехберг е граф на Рехберг и Ротенльовен, в Хоенрехберг (при Швебиш Гмюнд), Донцдорф и др. и баварски генерал-лейтенант и дворцов служител.

## Биография
Роден е на 13 май 1776 в дворец Донцдорф. Той е син (от 14 деца) на фрайхер (от 1810 граф) Максимилиан фон Рехберг (1736 – 1819) и съпругата му фрайин Валпурга Мария Терезия Геновефа фон и цу Зандицел (1744 – 1818), дъщеря на фрайхер Максимилиан Емануел Франц Йохан Поликарп Зандицел (* 1702) и графиня Максимилиана Мария Моравитцка фон Руднитц.
Антон фон Рехберг влиза през 1794 г. във войската на Курпфалц и Курфюрство Бавария и се отличава особено през 1805 г. през Третата коалиционна война и също през походите на Четвъртата коалиционна война (1806 – 1807). През 1808 г. Рехберг става полковник-лейтенант и възпитател на принц Карл Баварски, по-малкият брат на по-късния крал Лудвиг I, и от 1809 до 1813 г. е полковник. През 1813 г. е повишен на генерал-майор. Като шеф на баварския генерал-щаб Антон фон Рехберг участва в освободителните войни при фелдмаршал княз Карл Филип фон Вреде през 1813 – 1815 г. След прекратяването на боевете граф Рехберг отново е на дворцова служба, през 1816 г. става обер-дворцов майстер на принц Карл и 1818 г. генерал адютант на крал Макс I Йозеф. От 1824 г. той има ранг на генерал-лейтенант. Брат му Алойз фон Рехберг (1766 – 1849) е от 1817 г. министър на кралската къща и на външните работи.
Антон фон Рехберг умира на 60 години на 4 януари 1837 г. в Мюнхен от бошуващата тогава холера и е погребан по католически ритуал на 11 януари в тамошната Фрауенкирхе.
Антон фон Рехберг според некролога му има множество награди: големия кръст на баварската корона и руския орден Св. Анна, командирския кръст на австрийския Леополд-Орден, също баварския рицарски кръст на военния орден Макс-Йозеф, австрийския военен орден Мария-Терезия, пруския орден Червения орел и на френския почетен легион.
Племенникът му Йохан Бернхард фон Рехберг (1806 – 1899) е от 1859 до 1864 г. австрийски външен министър и от 1859 до 1861 г. също министър-президент.

## Фамилия
Антон фон Рехберг се жени в Мюнхен на 19 юли 1814 г. за графиня Казимира Мария Луиза Антоанета, графиня фон Форбах, фрайин фон Цвайбрюкен (* 20 декември 1787, Форбах; † 26 март 1846, Мюнхен), вдовица на офицера Карл Кристоф Густав Фридрих фон Сайн-Витгенщайн (* 31 октомври 1773; † 7 септември 1812 в битка до Бородино), дъщеря на фрайхер граф Кристиан фон Цвайбрюкен (1752 – 1817) и Аделаида-Франсоаз де Бетуне-Полон (1761 – 1823). Бракът е бездетен.
Казимира фон Форбах-Цвайбрюкен е паласт-дама на кралица Каролина Баварска. Тя има от първия си брак син Густав фон Сайн-Витгенщайн (1811 – 1846), за когото Рехберг се грижи като за доведен син.